# توم‌استون (آریزونا)
تومب استون (به انگلیسی: Tombstone) شهری در شهرستان کوچیز ایالت آریزونا است که در سرشماری سال ۲۰۱۰ میلادی، ۱٬۳۸۰ نفر جمعیت داشته است. تومب استون، به‌طور رسمی در تاریخ ۱۸۸۱ میلادی به‌عنوان یک شهر شناخته شد.